# سیارک ۱۱۹۱۲
سیارک ۱۱۹۱۲ (به انگلیسی: 11912 Piedade، نامگذاری:1992OP5) یازده هزار و نهصد و دوازدهمین سیارک کشف شده‌است که در ۳۰ ژوئیه ۱۹۹۲ کشف شد.
قدر مطلق سیارک برابر ۱۴٫۷۰ است.